# SC DHfK Leipzig Handball
SC DHfK Leipzig is een Duits handbalteam uit Leipzig, Duitsland, dat speelt in de Handball-Bundesliga. Het was een van de sterkste DDR-clubs eind Jaren vijftig en zestig. Het maakt nu deel uit van SC DHfK Leipzig e.V..

## Erelijst
- European Champions Cup:
  - 1x - 1965/66
- Landskampioen van de DDR:
  - 6x -1958/59, 1959/60, 1960/61, 1961/62, 1964/65, 1965/66